# ای. جی. کوک (بازیگر)
ای جی کوک (به انگلیسی: A. J. Cook) بازیگر کانادایی ومتولد ۲۲ ژوئیه ۱۹۷۸ در انتاریو است.
وی بیشتر به خاطر حضور در فیلم مقصد نهایی ۲ و سریال ذهن‌های مجرم مشهور است.

## فیلم شناسی
- ارباب آرزوها ۳
- مقصد نهایی ۲